# Saint-Yrieix-sur-Charente
Saint-Yrieix-sur-Charente är en kommun i departementet Charente i regionen Nouvelle-Aquitaine i västra Frankrike. Kommunen ligger  i kantonen Gond-Pontouvre som ligger i arrondissementet Angoulême. År 2022 hade Saint-Yrieix-sur-Charente 7 556 invånare.

## Befolkningsutveckling
Antalet invånare i kommunen Saint-Yrieix-sur-Charente
Referens:INSEE